# Giro delle Fiandre femminile 2024
Il Giro delle Fiandre femminile 2024, ventunesima edizione della corsa e valevole come decima prova dell'UCI Women's World Tour 2024 categoria 1.WWT, si svolse il 31 marzo 2024 su un percorso di 163 km, con partenza e arrivo a Oudenaarde, in Belgio. La vittoria andò all'italiana Elisa Longo Borghini, la quale completò il percorso in 4h16'04", alla media di 38,183 km/h, precedendo la polacca Katarzyna Niewiadoma e l'olandese Shirin van Anrooij.
Sul traguardo di Oudenaarde 88 cicliste, delle 143 partite dalla medesima località, portarono a termine la competizione.

## Squadre e corridori partecipanti
| N.      | Cod. | Squadra                        |
| ------- | ---- | ------------------------------ |
| 1-6     | SDW  | Team SD Worx-Protime           |
| 11-16   | AGS  | AG Insurance-Soudal Team       |
| 21-26   | CSR  | Canyon-SRAM Racing             |
| 31-36   | WNT  | Ceratizit-WNT Pro Cycling Team |
| 41-46   | FST  | FDJ-Suez                       |
| 51-56   | FED  | Fenix-Deceuninck               |
| 61-66   | HPH  | Human Powered Health           |
| 71-76   | LTK  | Lidl-Trek                      |
| 81-86   | LAJ  | Liv AlUla Jayco                |
| 91-96   | MOV  | Movistar Team                  |
| 101-106 | CGS  | Roland                         |
| 111-116 | DFP  | Team DSM-Firmenich PostNL      |

| N.      | Cod. | Squadra                        |
| ------- | ---- | ------------------------------ |
| 121-126 | TVL  | Team Visma-Lease a Bike        |
| 131-136 | UAD  | UAE Team ADQ                   |
| 141-146 | UXM  | Uno-X Mobility                 |
| 151-156 | COF  | Cofidis Women Team             |
| 161-166 | ARK  | Arkéa-B&B Hotels Women         |
| 171-176 | CHE  | Chevalmeire                    |
| 181-186 | EFC  | EF Education-Cannondale        |
| 191-196 | LPW  | Lifeplus Wahoo                 |
| 201-206 | LDL  | Lotto Dstny Ladies             |
| 211-216 | PRO  | Proximus-Cyclis CT             |
| 221-226 | HPU  | Team Coop-Repsol               |
| 231-236 | VWT  | VolkerWessels Pro Cycling Team |

## Ordine d'arrivo (Top 10)
| Pos. | Corridore            | Squadra   | Tempo    |
| ---- | -------------------- | --------- | -------- |
| 1    | Elisa Longo Borghini | Lidl      | 4h16'04" |
| 2    | Katarzyna Niewiadoma | Canyon    | s.t.     |
| 3    | Shirin van Anrooij   | Lidl      | s.t.     |
| 4    | Marianne Vos         | Visma     | a 9"     |
| 5    | Lotte Kopecky        | SD Worx   | s.t.     |
| 6    | Puck Pieterse        | Fenix     | s.t.     |
| 7    | Silvia Persico       | UAE       | s.t.     |
| 8    | Demi Vollering       | SD Worx   | a 15"    |
| 9    | Letizia Paternoster  | Liv AlUla | a 1'40"  |
| 10   | Karlijn Swinkels     | UAE       | s.t.     |